# حمله به کوه‌های چامبی ۲۰۱۴
حمله به کوه‌های چامبی ۲۰۱۴ (انگلیسی: 2014 Chaambi Mountains attack) در ۱۶ ژوئیه ۲۰۱۴ در تونس رخ داد. در این تاریخ ستیزه‌جویان از گردان عقبه بن عفیف به دو پاسگاه بازرسی در کوه‌های چامبی حمله کردند و ۱۴ سرباز تونسی را کشتند و ۲۵ تن را مجروح کردند. حمله به کوه‌های چامبی ۲۰۱۴، مرگبارترین حملات ستیزه‌جویان است که نیروهای مسلح تونس را از زمان استقلال خود در سال ۱۹۵۶ مورد هدف قرار داد.

## زمینه

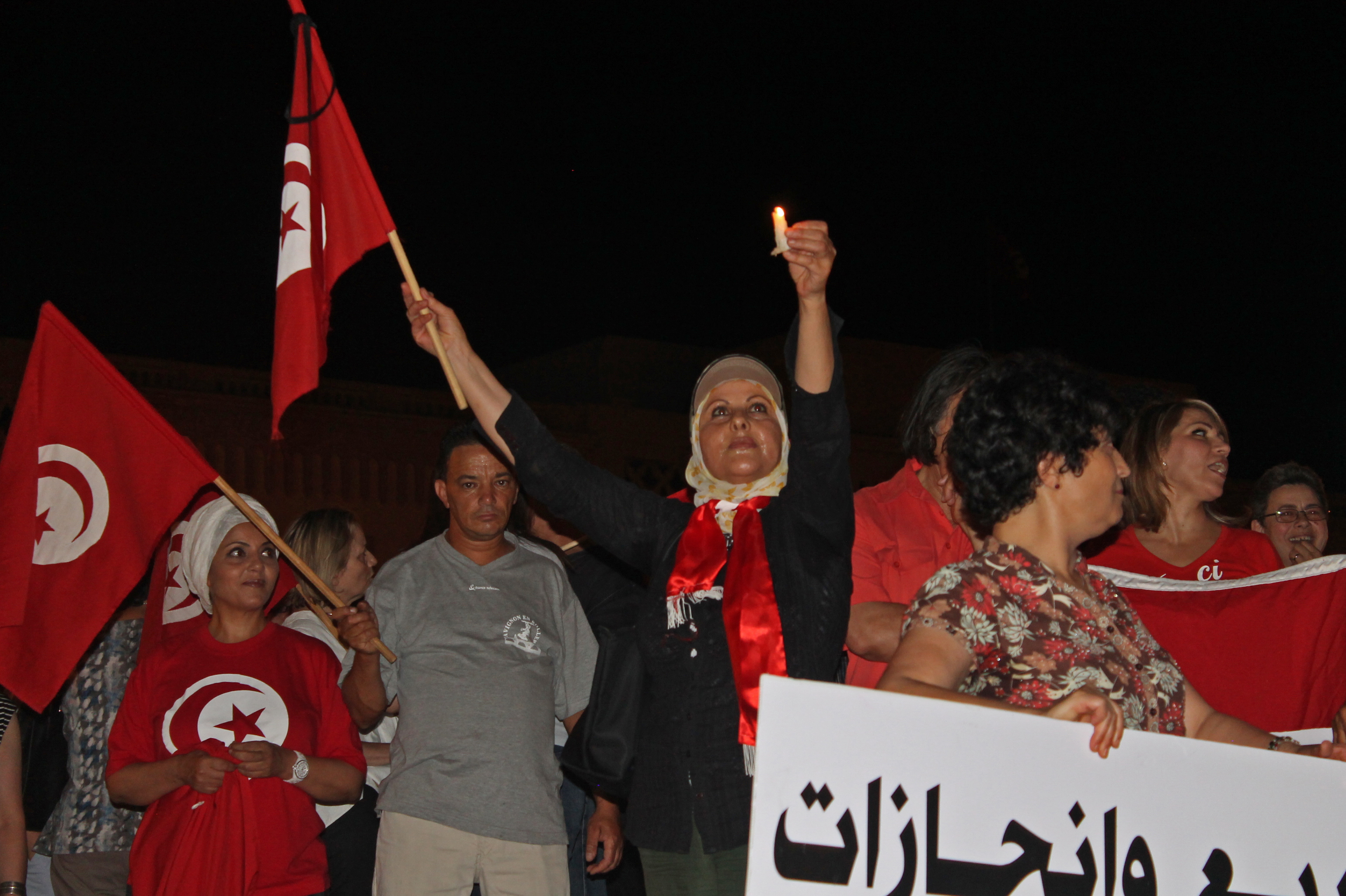
تظاهرات فعالان در اعتراض با روشن کردن شمع در تونس در ۳ ژوئیه ۲۰۱۴، برای محکوم کردن تروریسم و ناامنی.

از زمان قیام ۲۰۱۱ تونس که منجر به عزل رئیس جمهور سابق زین العابدین بن علی شد، تونس با افزایش بی‌سابقه اسلام گرائی رادیکال مواجه شده و بنیادگرایی نفوذ پیدا کرده‌است. ستیزه‌جویان اسلام‌گرا در سراسر مرز با الجزایر حضور دارند.
سال ۲۰۱۳، برخی از آن‌ها توانستند هشت تن از سربازان تونسی را دستگیر و به قتل برسانند. نیروهای دولتی از اوایل سال ۲۰۱۳ با ستیزه‌جویان در منطقه کوه‌ های چامبی درگیر شده‌اند و آن را «منطقه نظامی بسته» اعلام کرده‌اند.

## جزئیات حمله
این حملات در حالی که سربازان در طی ماه رمضان سریع غذا خورده و استراحت می‌کردند اتفاق افتاد. در ساعت ۷:۴۰ صبح، ۶۰ ستیزه‌جو به دو گروه تقسیم شدند و همزمان دو پاسگاه بازرسی را که توسط ارتش تونس برای کنترل منطقه کوه‌های چامبی ایجاد شده بود، مورد حمله قرار دادند. ستیزه‌جویان از جهت‌های مختلف با استفاده از تفنگ و نارنجک و موشک انداز آرپی جی به سمت پاسگاه‌ها شلیک کردند. پنج سرباز در اثر جراحات جان خود را از دست دادند و ۹ نفر در اثر آتش‌سوزی در آتش سوختند. بیست نفر دیگر زخمی شدند و زخمی‌ها به بیمارستان القصرین منتقل شدند. یکی دیگر از سربازان مفقود شد اما بدن او در روز بعد حدود یک کیلومتری از محل وقوع آغاز درگیری کشف شد و تعداد تلفات به ۱۵ افزایش یافت.
قاضی جریبی، وزیر دفاع تونس، گفت که مهاجمان از مرز با الجزایر به این منطقه نفوذ کردند و مهاجمان تونسی، الجزایری و مزدوران خارجی بودند. یکی از آنها کشته شد.